# بونجساكليك وونجونجكام
بونجساكليك وونجونجكام (بالتايلندية: พงษ์ศักดิ์เล็ก ศิษย์คนองศักดิ์)‏ مواليد 11 أغسطس 1977 في محافظة ناخون راتشاسيما، هو ملاكم تايلندي يصنف ضمن فئة وزن الذبابة. انتصر في نزاله الأول الذي جرى في ديسمبر 1994. حقق بطولة المجلس العالمي للملاكمة.

## المسيرة الاحترافية
من نزالاته:
- ضد كوكي كاميدا (27-03-2010) فاز

## إحصائيات
خاض خلال مسيرته 97 نزالا، فاز في 90 وتعادل في 2 وخسر في 5. فاز بالضربة القاضية في 47 نزالا.

## روابط خارجية
- بونجساكليك وونجونجكام على موقع بوكس ريك (الإنجليزية) (registration required)